# 루가

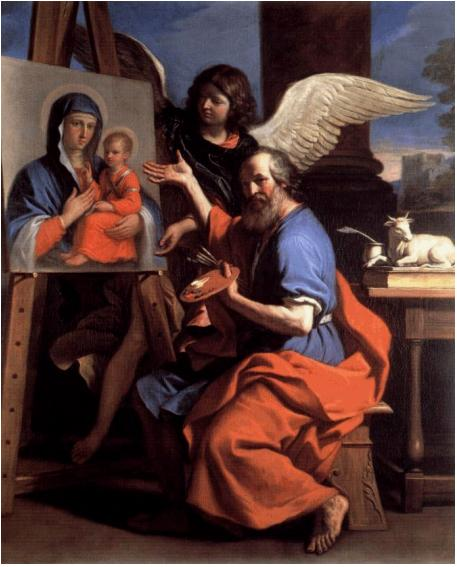
루가

루가(그리스어:  Λουκάς 루카스[*], לוקאס, 공동번역), 루카(천주교), 누가(개신교)는 기독교의 전승에 따라 루가의 복음서와 사도행전 편집자로 여기는  인물이다.
히에로니무스나 유세비우스 등 초대교회 교부들은 그가 루가의 복음서와 사도행전을 모두 저술했다고 본다. 이는 곧 신약 성경 전체 분량 중 4분의 1 이상이 루가의 저작이다. 그러나 이 두 책 지은이가 루가라는 결정적 증거는 현재까지 없다. 두 책 저자에 관한 논의는 여전히 진행중이다.
신약성경에서 짧게 몇 번 언급한다. 골로사이인들에게 보낸 편지 4장 14절에서는 루가를 의사이자 바울로의 동역자로 기록한다.
초대 교회부터 성인 지위를 인정받았다. 순교자로 추정하며, 올리브 나무에서 교수형을 당했다는 전승이 있다. 정교회와 천주교를 비롯하여 성인 제도를 유지하는 기독교 교단들은 그를 복음사가이자 예술가, 의사, 미혼남성, 의사, 학생, 도축업자의 수호성인으로 추앙한다. 루가 상징은 소이다. 이는 침착하고 강인한 성품의 표현이다. 축일은 10월 18일이다.

## 행적
전승에 따르면 루가는 복음사가 중에서 유일한 이교도 출신 개종자다. 시리아 속주의 안티오키아 출신이며, 의사 출신이었으며, 미혼이었고, 84살에 아카이아(비티니아 혹은 이집트)에서 죽었고, 유해는 콘스탄티노폴리스로 옮겼다. 하지만 신학자 중에는 루가를 노예출신으로 보기도 한다. 사도행전에서 바울로의 두 번째 전교 여행 중에 나오며, 루가는 바울로의 인간적 인품에 매료되어 깊이 존경하고 따랐다. 바울로가 세 번째 전교 여행에서 돌아올 때까지 몇 해 동안 필리피에 머물다. 그리고 바울로와 함께 예루살렘으로 가서 로마제국이 바울로를 카에사리아에 수감해 2년간 미결수였을 때 그의 곁에 2년간 머물렀다. 이때 그는 예수 그리스도 이야기들을 수집하여 루가가 복음서를 썼다고 추정하는 이들도 있으나, 성서학자들은 루가가 루가복음서를 쓰면서 예수의 어록문서로 추정하는 문서인 Q문서와 마르코의 복음서을 자료로 사용했다고 추정한다. 그는 로마로 향하는 바울로의 위험한 여행에 동반했으며 바울로의 충실한 동료가 되었다. 바울로는 "루가만이 나와 함께 있습니다. 마르코는 내가 하는 일에 꼭 필요한 사람이니 그를 데리고 오시오,"(2디모 4:11)라고 기록했다.
루가의 직업은 의사였다고 여겨진다. 골로사이인들에게 보낸 편지(4장 14절)에 보면 바울로가 그를 "사랑하는 의사 루가"라고 불렀으며, 루가복음서에는 많은 의학용어가 등장한다. 혈루병에 걸린 여인을 기록한 공관복음에서 유독 루가복음서만 "용하다는 의원들은 다 찾아보았으나 돈만 날리고 말았다"는 서술이 없다. 이는 의사로서 자신의 직업을 옹호하려는 의도라고 풀이된다.
서기 70년과 85년 사이에 루가는 신약성서의 중요한 부분을 이루는 루가의 복음서와 사도행전을 저술하였다. 그는 이 두 책에서 이방인 출신의 그리스도인을 위하여 예수 그리스도와 그리스도인의 생활을 나란히 보여준다. 그는 그리스의 그리스도인들이 예수를 이해하도록 시도했다. 루가의 복음서을 보면 루가가 고전 그리스 문체에 매우 뛰어났으며 유대교의 원전에 대한 지식도 탁월했다. 하지만 루가 복음서에 기록한 모든 일에 참여하지 못했으므로 루가 복음서는 예수 그리스도와 바울로에 대한 전승을 수집하여 편집한 신학 문서들이다.
전승에 따르면 루가는 맨 처음 성모 마리아를 그린 사람이라고 한다. 루가가 그린 최초의 성모화는 폴란드 체스트호바의 야스나고라 수도원에 보관했다고 한다. 또한 산타 마리아 마조레 대성당에는 루가가 직접 그렸다는 전설의 ‘로마 백성의 구원(Salus Populi Romani)’이라는 성모 마리아 이콘이 있다. 몇몇 역사적 기록에 따르면 서기 590년에 로마에 흑사병이 창궐했던 시기에 역병을 물리치려고 교황 그레고리오 1세가 행렬을 하였다. 그때 모시고 간 성화 즉, 이콘이 로마백성의 구원, 성모 성화상이였다고 한다.

## 같이 보기
- 복음사가 요한
- 복음사가 마르코
- 사도 마태오